# Mazan
Mazan is een gemeente in het Franse departement Vaucluse (regio Provence-Alpes-Côte d'Azur). De gemeente telde 4943 inwoners in 1999 en 6269 inwoners in 2021. Mazan maakt deel uit van het arrondissement Carpentras.

## Geografie
De oppervlakte van Mazan bedraagt 37,8 km², de bevolkingsdichtheid is 130,8 inwoners per km².
De onderstaande kaart toont de ligging van Mazan met de belangrijkste infrastructuur en aangrenzende gemeenten.

## Demografie
Onderstaande figuur toont het verloop van het inwonertal (bron: INSEE-tellingen).